# Challenger de Villena 2024
El torneo JC Ferrero Challenger Open 2024 fue un torneo de tenis perteneció al ATP Challenger Tour 2024 en la categoría Challenger 100. Se trató de la 7ª edición; el torneo tuvo lugar en la ciudad de Villena (España), desde el 30 de septiembre hasta el 6 de octubre de 2024 sobre pista dura al aire libre.

## Jugadores participantes del cuadro de individuales
| Preclasificado | País                      | Jugador                   | Rank1 | Posición en el torneo |
| 1              | Bandera de Croacia        | Duje Ajduković            | 108   | Cuartos de final      |
| 2              | Bandera de Francia        | Luca Van Assche           | 111   | Segunda ronda         |
| 3              | Bandera de Eslovaquia     | Lukáš Klein               | 122   | Segunda ronda         |
| 4              | Bandera de Francia        | Constant Lestienne        | 138   | Cuartos de final      |
| 5              | Bandera de Estados Unidos | Nicolas Moreno de Alboran | 145   | FINAL                 |
| 6              | Bandera de Polonia        | Kamil Majchrzak           | 147   | CAMPEÓN               |
| 7              | Bandera de Francia        | Hugo Grenier              | 150   | Cuartos de final      |
| 8              | Bandera de Suiza          | Jérôme Kym                | 152   | Semifinales           |

- 1 Se ha tomado en cuenta el ranking del 23 de septiembre de 2024.

### Otros participantes
Los siguientes jugadores recibieron una invitación (wild card), por lo tanto ingresan directamente al cuadro principal (WC):
- Rafael Jódar
- Dali Blanch
- Darwin Blanch

Los siguientes jugadores ingresan al cuadro principal tras disputar el cuadro clasificatorio (Q):
- Justin Engel
- Michael Geerts
- David Jordà Sanchis
- Daniel Mérida
- Jakub Paul
- Jiří Veselý

## Campeones

### Individual Masculino
- Kamil Majchrzak derrotó en la final a  Nicolas Moreno de Alboran por 6–4, 6–2

### Dobles Masculino
- Anirudh Chandrasekar /  Niki Kaliyanda Poonacha derrotaron en la final a  Romain Arneodo /  Íñigo Cervantes por 7–6(2), 6–4